# هيو ماكاولي (لاعب كرة قدم)
هيو ماكاولي (بالإنجليزية: Hughie McAuley)‏ هو لاعب كرة قدم بريطاني، ولد في 8 يناير 1953 في ليفربول في المملكة المتحدة. لعب مع تشارلتون أثلتيك ونادي بليموث أرجايل ونادي ترانمير روفرز لكرة القدم ونادي كارلايل يونايتد ونادي ليفربول.